# 蒙泰斯卡诺
蒙泰斯卡诺（義大利語：Montescano），是意大利帕维亚省的一个市镇。总面积2.4平方公里，人口386人，人口密度160.8人/平方公里（2009年）。国家统计（ISTAT）代码为018097。